# Negreni
Negreni  è un comune della Romania di 2 584 abitanti, ubicato nel distretto di Cluj, nella regione storica della Transilvania.
Il comune è formato dall'unione di 3 villaggi: Bucea, Negreni, Prelucele.